# 顾随
顾随（1897年2月13日—1960年9月6日），本名顾宝随，字羡季，号苦水、驼庵，笔名葛茅，河北清河人。中国诗词作家、文学批评家。

## 生平
1920年，毕业于北京大学西语系。1920年至1930年，在山东、河北等地中学任教，其间参加在上海浅草社。1931年，历任河北女子师范学院、北京大学、燕京大学、中国大学教授。中华人民共和国成立后，担任辅仁大学教授兼中文系主任。1953年，在天津师范学院（后改建为河北大学）中文系任教授。词学著作有《稼轩词说》、《东坡词说》等，其著述后汇编为《顾随全集》。其亦是加拿大籍华裔汉学家葉嘉瑩之師。